# Rosières-en-Santerre
Rosières-en-Santerre és un municipi francès situat al departament del Somme i a la regió dels Alts de França. L'any 2007 tenia 2.877 habitants.

## Demografia

### Població

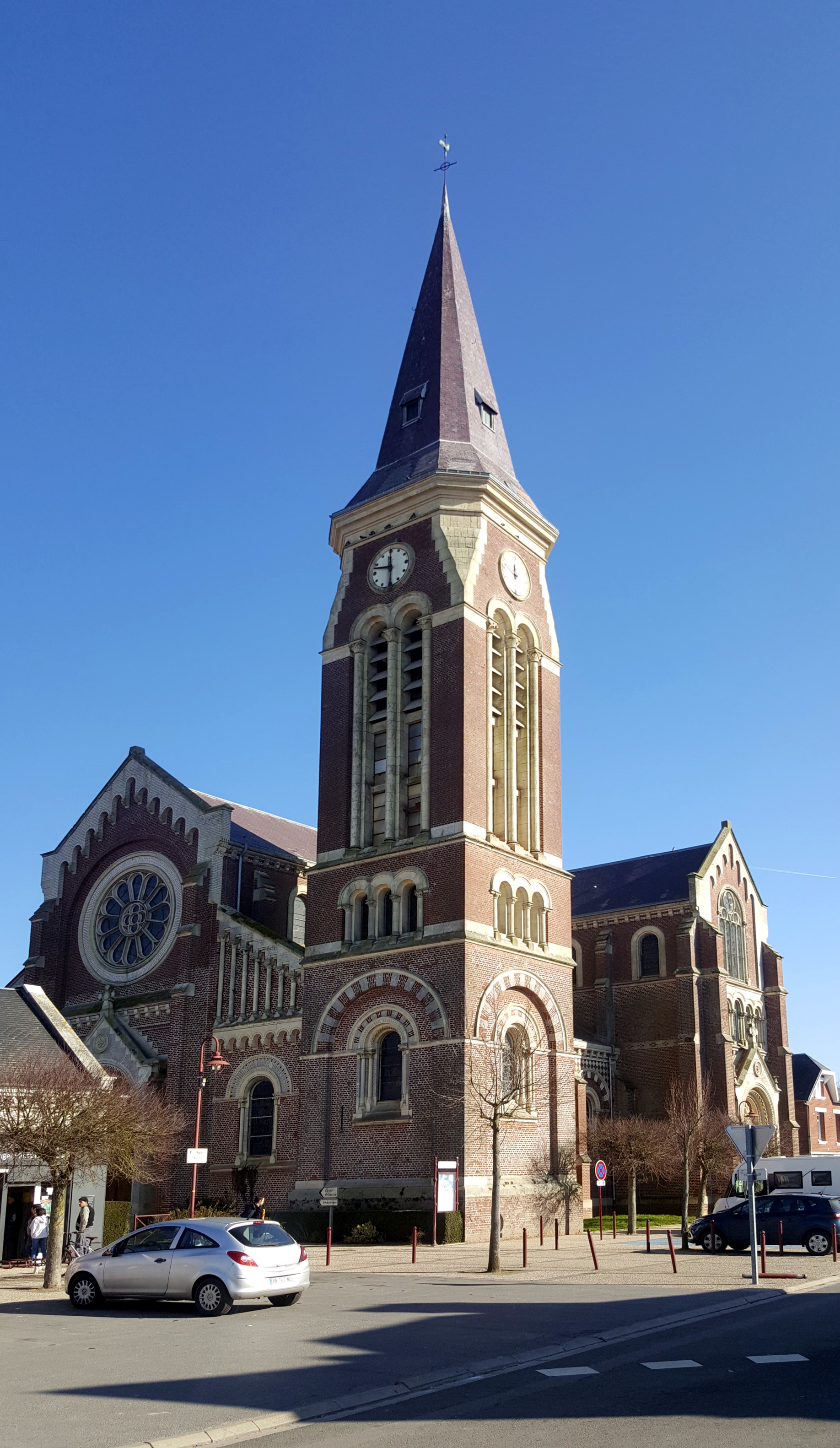
església

El 2007 la població de fet de Rosières-en-Santerre era de 2.877 persones. Hi havia 1.153 famílies de les quals 337 eren unipersonals (128 homes vivint sols i 209 dones vivint soles), 356 parelles sense fills, 360 parelles amb fills i 100 famílies monoparentals amb fills.
La població ha evolucionat segons el següent gràfic:
Habitants censats

### Habitatges

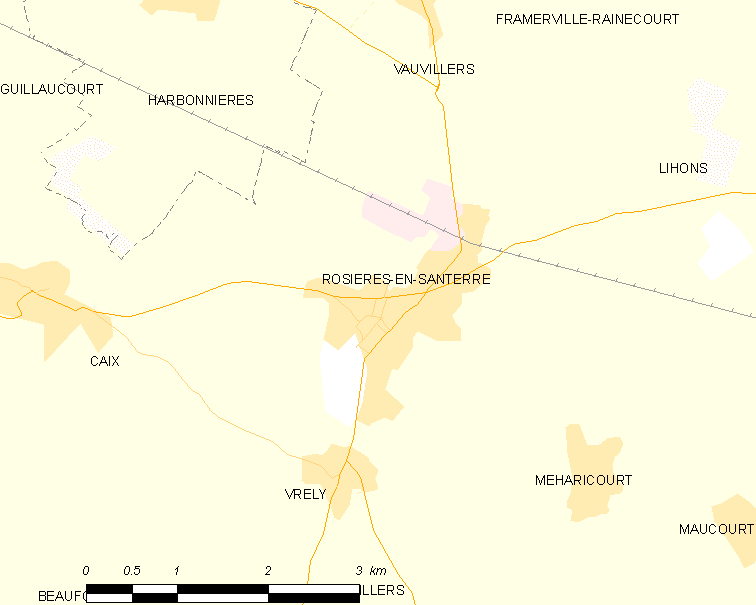

El 2007 hi havia 1.286 habitatges, 1.201 eren l'habitatge principal de la família, 24 eren segones residències i 61 estaven desocupats. 1.101 eren cases i 182 eren apartaments. Dels 1.201 habitatges principals, 755 estaven ocupats pels seus propietaris, 423 estaven llogats i ocupats pels llogaters i 23 estaven cedits a títol gratuït; 14 tenien una cambra, 85 en tenien dues, 227 en tenien tres, 324 en tenien quatre i 551 en tenien cinc o més. 867 habitatges disposaven pel capbaix d'una plaça de pàrquing. A 575 habitatges hi havia un automòbil i a 345 n'hi havia dos o més.

### Piràmide de població

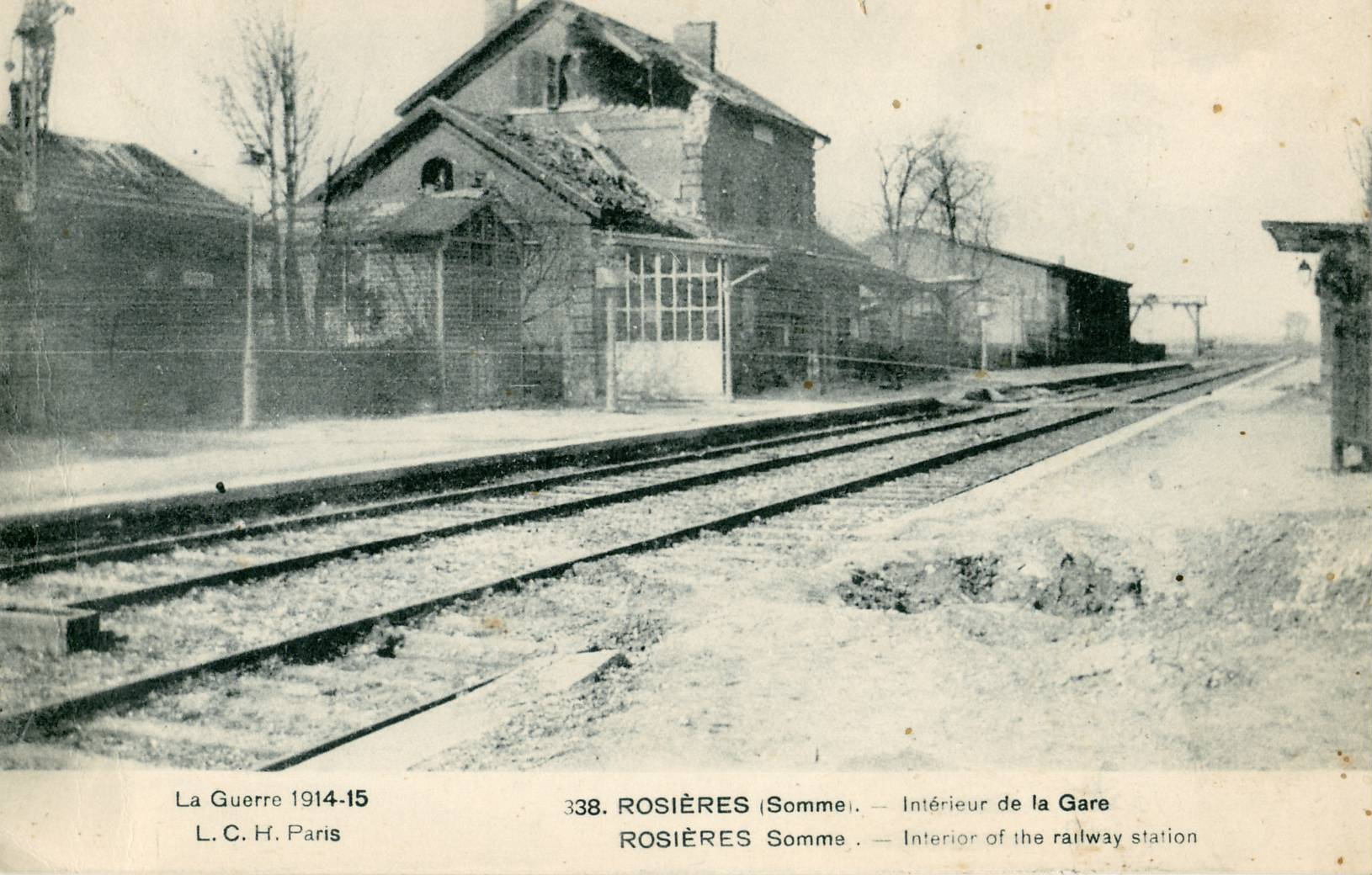

La piràmide de població per edats i sexe el 2009 era:
| Homes | Edats   | Dones |
| ----- | ------- | ----- |
| 0     | 95 o +  | 0     |
| 0     | 90 a 94 | 12    |
| 12    | 85 a 89 | 24    |
| 16    | 80 a 84 | 32    |
| 28    | 75 a 79 | 84    |
| 48    | 70 a 74 | 64    |
| 52    | 65 a 69 | 84    |
| 76    | 60 a 64 | 60    |
| 72    | 55 a 59 | 80    |
| 108   | 50 a 54 | 100   |
| 120   | 45 a 49 | 108   |
| 100   | 40 a 44 | 108   |
| 116   | 35 a 39 | 108   |
| 80    | 30 a 34 | 100   |
| 116   | 25 a 29 | 112   |
| 92    | 20 a 24 | 76    |
| 132   | 15 a 19 | 112   |
| 92    | 10 a 14 | 112   |
| 64    | 5 a 9   | 100   |
| 72    | 0 a 4   | 80    |

## Economia

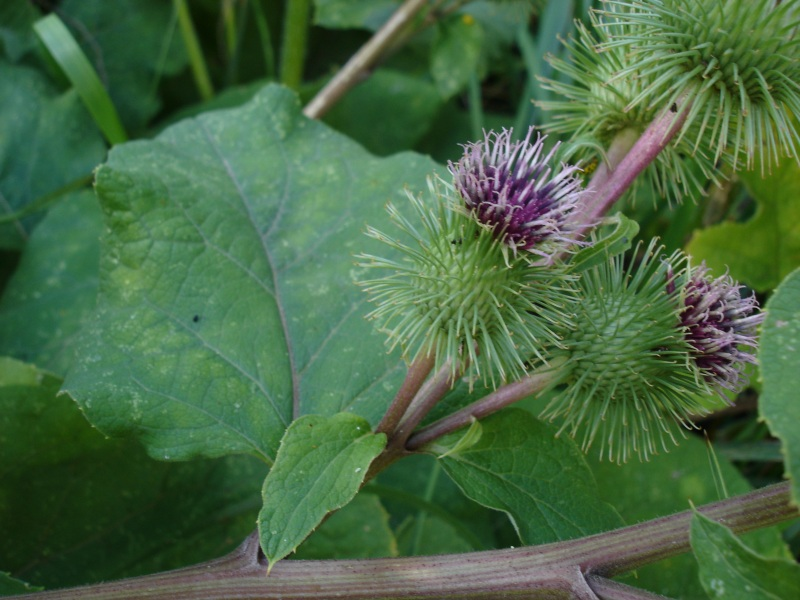

El 2007 la població en edat de treballar era de 1.833 persones, 1.224 eren actives i 609 eren inactives. De les 1.224 persones actives 1.041 estaven ocupades (581 homes i 460 dones) i 183 estaven aturades (76 homes i 107 dones). De les 609 persones inactives 203 estaven jubilades, 159 estaven estudiant i 247 estaven classificades com a «altres inactius».

### Ingressos
El 2009 a Rosières-en-Santerre hi havia 1.220 unitats fiscals que integraven 2.882,5 persones, la mediana anual d'ingressos fiscals per persona era de 15.373 €.

### Activitats econòmiques
Dels 180 establiments que hi havia el 2007, 9 eren d'empreses extractives, 5 d'empreses alimentàries, 8 d'empreses de fabricació d'altres productes industrials, 16 d'empreses de construcció, 45 d'empreses de comerç i reparació d'automòbils, 7 d'empreses de transport, 10 d'empreses d'hostatgeria i restauració, 12 d'empreses financeres, 6 d'empreses immobiliàries, 20 d'empreses de serveis, 27 d'entitats de l'administració pública i 15 d'empreses classificades com a «altres activitats de serveis».
Dels 45 establiments de servei als particulars que hi havia el 2009, 1 era una oficina d'administració d'Hisenda pública, 1 gendarmeria, 1 oficina de correu, 5 oficines bancàries, 3 tallers de reparació d'automòbils i de material agrícola, 1 taller d'inspecció tècnica de vehicles, 3 autoescoles, 1 paleta, 2 guixaires pintors, 4 fusteries, 4 lampisteries, 3 electricistes, 6 perruqueries, 1 veterinari, 6 restaurants, 1 agència immobiliària, 1 tintoreria i 1 saló de bellesa.
Dels 19 establiments comercials que hi havia el 2009, 3 eren supermercats, 1 un supermercat, 3 fleques, 2 carnisseries, 3 llibreries, 3 botigues de roba, 1 una botiga d'equipament de la llar, 1 una botiga de mobles, 1 una botiga de material de revestiment de parets i terra i 1 una joieria.
L'any 2000 a Rosières-en-Santerre hi havia 12 explotacions agrícoles que ocupaven un total de 876 hectàrees.

## Equipaments sanitaris i escolars
El 2009 hi havia 2 farmàcies i 3 ambulàncies.
El 2009 hi havia 1 escola maternal i 2 escoles elementals. Rosières-en-Santerre disposava d'un col·legi d'educació secundària amb 376 alumnes.

## Poblacions més properes
El següent diagrama mostra les poblacions més properes.